# هارون بن معروف
أبو علي هارون بن معروف المروزي، البغدادي الخزاز (157 هـ‍ - 231 هـ‍) من أئمة الحديث وهو ثقة، عني بهذا الشأن وجمع وصنف، وثقة أبو حاتم وغيره.

## روايته للحديث النبوي
- حدث عن: هشيم، ويحيى بن أبي زائدة، وسفيان بن عيينة، وعبد العزيز الدراوردي، وأبو بكر بن عياش، وعبد الله بن وهب، والوليد بن مسلم، وأنس بن عياض، ومروان بن شجاع، وطبقتهم من أهل الحجاز والشام ومصر والجزيرة والعراق.
- حدث عنه: مسلم، وأبو داود، وبواسطة البخاري، وأحمد بن حنبل، ومحمد بن يحيى، وصالح بن محمد جزرة، وأحمد بن زهير، وعبد الله بن أحمد بن حنبل، وموسى بن هارون، وأبو القاسم البغوي، وأبو يعلى، وآخرون.

## أقوال العلماء فيه
- مرتبته عند علماء الجرح والتعديل:
- قال أبو حاتم الرازي: «ثقة».
- أبو حاتم بن حبان البستي: «ذكره في الثقات».
- قال أبو زرعة الرازي: «ثقة».
- قال أحمد بن صالح الجيلي: «ثقة».
- قال ابن حجر العسقلاني: «ثقة».
- قال الذهبي: «ثقة».
- قال صالح بن محمد جزرة: «ثقة».
- قال عبد الباقي بن قانع البغدادي: «ثقة ثبت».
- قال يحيى بن معين: «ثقة».